# Sindaci di Brienza
Questo è un elenco di tutti i sindaci del comune di Brienza, podestà e commissari prefettizi che si sono succeduti dal 1866 ai giorni nostri.

## Regno d'Italia (1861-1946)
| Periodo | Periodo | Primo cittadino       | Partito | Carica      | Note |
| ------- | ------- | --------------------- | ------- | ----------- | ---- |
| 1866    | 1873    | Cataldo Palladini     | -       | -           |      |
| 1873    | 1879    | Francesco Paternoster | -       | Sindaco     |      |
| 1879    | 1882    | Giuseppe Pirrelli     | -       | Sindaco     |      |
| 1882    | 1885    | Giuseppe Palladino    | -       | Sindaco     |      |
| 1885    | 1890    | Feliciano Leopardi    | -       | Sindaco     |      |
| 1890    | 1902    | Francesco Collazzi    | -       | Sindaco     |      |
| 1902    | 1908    | Raffaele Palladino    | -       | Sindaco     |      |
| 1908    | 1909    | Giuseppe D'Elia       | -       | Sindaco     |      |
| 1909    | 1914    | Valerio Jannelli      | -       | Sindaco     |      |
| 1914    | 1917    | Raffaele Palladino    | -       | Sindaco     |      |
| 1917    | 1920    | Giuseppe Paternoster  | -       | Sindaco     |      |
| 1920    | 1922    | Pasquale Nigro        | -       | Sindaco     |      |
| 1922    | 1925    | Iginio Leopardi       | -       | Sindaco     |      |
| 1925    |         | Ernesto Corleto       | -       | f.f.        |      |
| 1925    |         | Vincenzo Rocco        | -       | f.f.        |      |
| 1926    | 1929    | Vincenzo Paternoster  | -       | Podestà     |      |
| 1929    | 1939    | Domenico Palladino    | -       | Podestà     |      |
| 1939    | 1941    | Luigi Falce           | -       | Podestà     |      |
| 1942    |         | Giovanni Paternoster  | -       | Comm. pref. |      |
| 1942    | 1944    | Angelo Canuso         | -       | Comm. pref. |      |
| 1944    | 1946    | Domenico Conforti     | -       | Comm. pref. |      |

## Repubblica Italiana (1946-)
Inizio
| Periodo | Periodo | Primo cittadino          | Partito                    | Carica  | Note |
| ------- | ------- | ------------------------ | -------------------------- | ------- | ---- |
| 1946    |         | Angelo Lopardo           | DC                         | Sindaco |      |
| 1946    | 1950    | Pasquale Nigro           | PCI                        | Sindaco |      |
| 1950    | 1952    | Angelo Giallorenzo       | -                          | Sindaco |      |
| 1952    | 1954    | Antonio Viggiano         | Partito Comunista Italiano | Sindaco |      |
| 1954    | 1956    | Raffaele Lentini         | Partito Comunista Italiano | Sindaco |      |
| 1956    | 1958    | Antonio Viggiano         | Partito Comunista Italiano | Sindaco |      |
| 1958    | 1960    | Rocco Lopardo            | Partito Comunista Italiano | Sindaco |      |
| 1960    | 1964    | Mario Petrone            | - - -                      | Sindaco |      |
| 1964    | 1973    | Francesco Grieco         | Partito Comunista Italiano | Sindaco |      |
| 1973    | 1975    | Antonio Morandi          | Partito Comunista Italiano | Sindaco |      |
| 1975    | 1982    | Antonio Alfredo Lopardo  | Democrazia Cristiana       | Sindaco |      |
| 1982    | 1985    | Salvatore Tortora        | Democrazia Cristiana       | Sindaco |      |
| 1985    | 1990    | Antonio Alfredo Lopardo  | L'Ulivo                    | Sindaco |      |
| 1990    | 1995    | Raffaele Maria Distefano | Sinistre Unite per Brienza | Sindaco |      |
| 1995    | 1999    | Raffaele Maria Distefano | Uniti per Brienza          | Sindaco |      |
| 1999    | 2004    | Pasquale Scelzo          | Patto per Brienza          | Sindaco |      |
| 2004    | 2009    | Antonio Distefano        | Uniti per Brienza          | Sindaco |      |
| 2009    | 2014    | Pasquale Scelzo          | Brienza città Futura       | Sindaco |      |
| 2014    | 2019    | Donato Distefano         | Con noi vince Brienza      | Sindaco |      |